# النادي الرياضي الصفاقسي
النادي الرياضي الصفاقسي أو اختصاراً الصفاقسي هو ناد رياضي تونسيّ تأسس سنة 1928. يعتبر أكبر الأندية الرياضية لمدينة صفاقس وأكثرها شعبية على الإطلاق. يعد فريق كرة القدم للنادي من المتراهنين التقليديين على لقب البطولة صحبة النادي الإفريقي والنجم الرياضي الساحلي والترجي الرياضي التونسي. في سنة 2015، احتل الفريق المركز الـ96 في الترتيب العالمي للأندية.

## تاريخ النادي

### التّأسيس
جرت محاولات عديدة لتأسيس فريق رياضي للمسلمين في مدينة صفاقس في أوائل القرن العشرين، وقد كانت الدولة التونسية في ذلك الوقت ترزح تحت نير الاستعمار الفرنسي الذي كان يستأثر بالفرق الرياضية بالمدينة. وبعد فشل محاولتين سنتي 1912 و1922، حصل الصحفي زهير العيادي أخيرا على رخصة لنشاط النادي يوم 28 مايو 1928، وكان اسمه في ذلك الوقت النادي التونسي ويلعب باللونين الأخضر والأحمر، في تعبير واضح على رفض النادي للاستعمار وتجنده في صف المقاومة الوطنية.

### التطور
صعد النادي إلى ما كان يعرف بالقسم الشرفي (الرابطة الثانية حاليا) سنة 1939، ثمّ نجح في الصّعود إلى القسم الأوّل سنة 1946، وبقي حاضرا في كلّ المنافسات على بطولة الكرة القدم التونسية منذ ذلك التاريخ تحت مختلف مسمياتها.
سنة 1962، تمّ تغيير اسم النادي إلى النادي الرياضي الصفاقسي، وتغيير لونيه إلى الأبيض والأسود، وكان هذا قبل أن يحصل على بطولته المحلّيّة الأولى سنة 1969، وكانت هذه ثاني بطولة وطنية يحصل عليها فريق من مدينة صفاقس بعد الاستقلال، بعد البطولة التي تحصّل عليها سكك الحديد الصفاقسي في السنة السّابقة، أي 1968. منذ ذلك التاريخ، أصبح النادي الصّفاقسي متراهنا جدّيّا على البطولات، وفي سنة 1971، حصل على الثنائي التونسي، أي البطولة والكأس معا. وممّا ميّز تاريخ النادي كذلك، أنّه كان أوّل فريق تونسي يشارك في بطولة أفريقيّة، وقد كان ذلك سنة 1984، عندما واجه النادي الصفاقسي نادي الزمالك المصري، ولم يتذوّق طعم التتويج القاري إلا سنة 1998 عندما فاز بكأس الاتحاد الأفريقي. بعد حصوله على عدد مهمّ من الألقاب المحلّيّة والقارّيّة، بقي أهمّ لقب ينقص خزينة النادي لقب رابطة الأبطال الإفريقية التي بلغ دورها النهائي سنة 2006، وخسره في مباراة عودة تاريخية في الملعب الأولمبي برادس في مواجهة الأهلي المصري حيث تحوّل قرابة 55 ألف متفرّج من مدينة صفاقس لمتابعة هذه المباراة، وقد أثارت هذه المباراة الكثير من الجدل في الأوساط التونسية خاصّة بعد أداء هزيل من حكمها.
يعتبر النادي الرياضي الصفاقسي أكثر الفرق فوزا بكأس الكونفيدرالية الأفريقية، إذ فاز بها 3 مرات سنوات 2007 و2008 و2013.

## الإدارة

### المكتب التنفيذي
المصدر:
| الاسم             | المنصب                     |
| ----------------- | -------------------------- |
| عبد العزيز مخلوفي | رئيس                       |
| محمد جليل         | نائب الرئيس                |
| عبد الناصر نجاح   | المنسق العام               |
| محمد صابر حشيشة   | أمين صندوق                 |
| عبد الحميد عميرة  | السكرتير العام             |
| لطفي العيادي      | رئيس اللجنة المنظمة        |
| -المنصب شاغر-     | رئيس لجنة المؤيدين         |
| سلمان بن رمضان    | رئيس قسم كرة القدم الأكابر |
| عبد العزيز مخلوفي | رئيس اللجنة الاجتماعية     |

### الرؤساء

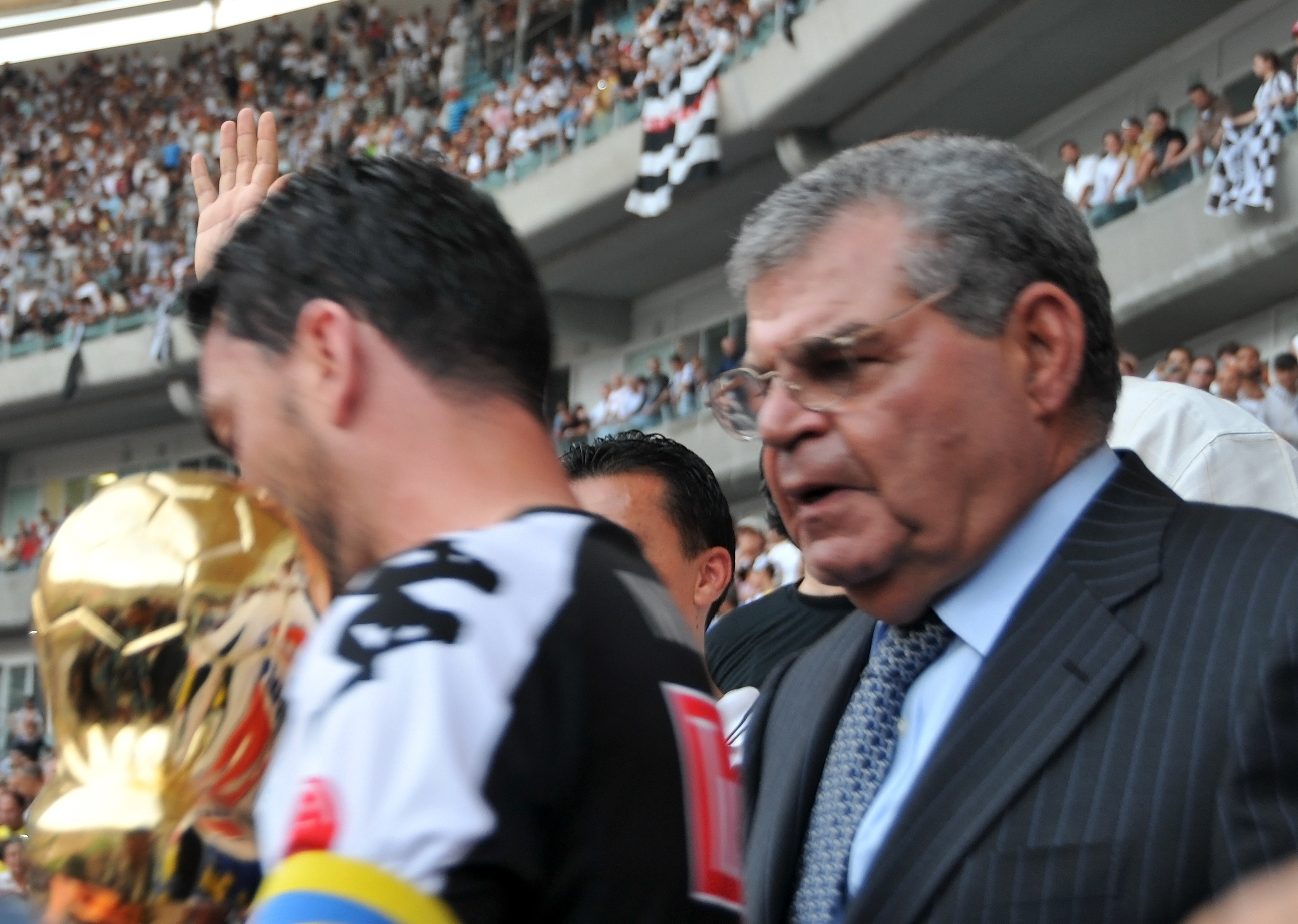
منصف سلامي

المصدر:
| البلد | الإسم              | الفترة    |
| ----- | ------------------ | --------- |
| تونس  | زهير العيادي       | 1928-1931 |
| تونس  | علي الشريف         | 1931-1932 |
| تونس  | مسعود بن سعد       | 1932-1934 |
| تونس  | أحمد بو سلامة      | 1934-1936 |
| تونس  | عبد الرحمان علولو  | 1936-1938 |
| تونس  | محمد اللومي        | 1938-1946 |
| تونس  | الحبيب مزيو        | 1946-1948 |
| تونس  | عبد لقادر جمل      | 1948-1950 |
| تونس  | عبد العزيز الهمامي | 1950-1951 |
| تونس  | الطاهر العلوش      | 1951-1953 |
| تونس  | الطاهر الغرغوري    | 1953-1954 |
| تونس  | محمد الحلواني      | 1954-1955 |

| البلد | الإسم            | الفترة    |
| ----- | ---------------- | --------- |
| تونس  | أحمد العكروت     | 1955-1956 |
| تونس  | حبيب الأرغش      | 1956-1961 |
| تونس  | عبد السلام غرغور | 1961-1964 |
| تونس  | محمد إدريس       | 1964-1965 |
| تونس  | توفيق زحاف       | 1965-1966 |
| تونس  | الهادي بوريشة    | 1966-1967 |
| تونس  | توفيق زحاف       | 1967-1970 |
| تونس  | محمد مزغاني      | 1970-1976 |
| تونس  | توفيق زحاف       | 1976-1978 |
| تونس  | إسماعيل البقلوطي | 1978-1979 |
| تونس  | الهادي بوريشة    | 1979-1980 |
| تونس  | الهادي بوريشة    | 1980-1988 |

| البلد | الإسم                  | الفترة    |
| ----- | ---------------------- | --------- |
| تونس  | محمد علولو             | 1988-1989 |
| تونس  | توفيق زحاف             | 1989-1990 |
| تونس  | إسماعيل البقلوطي       | 1990-1992 |
| تونس  | عبد العزيز بن عبد الله | 1992-1996 |
| تونس  | جمال العارم            | 1996-1998 |
| تونس  | لطفي عبد الناظر        | 1998-2002 |
| تونس  | صلاح الدين الزحاف      | 2002-2008 |
| تونس  | منصف سلامي             | 2008-2010 |
| تونس  | نوفل زحاف              | 2010-2011 |
| تونس  | منصف سلامي             | 2011-2012 |
| تونس  | لطفي عبد الناظر        | 2012-2016 |
| تونس  | المنصف خماخم           | 2016-     |

- منصف سلامي

### المدربين

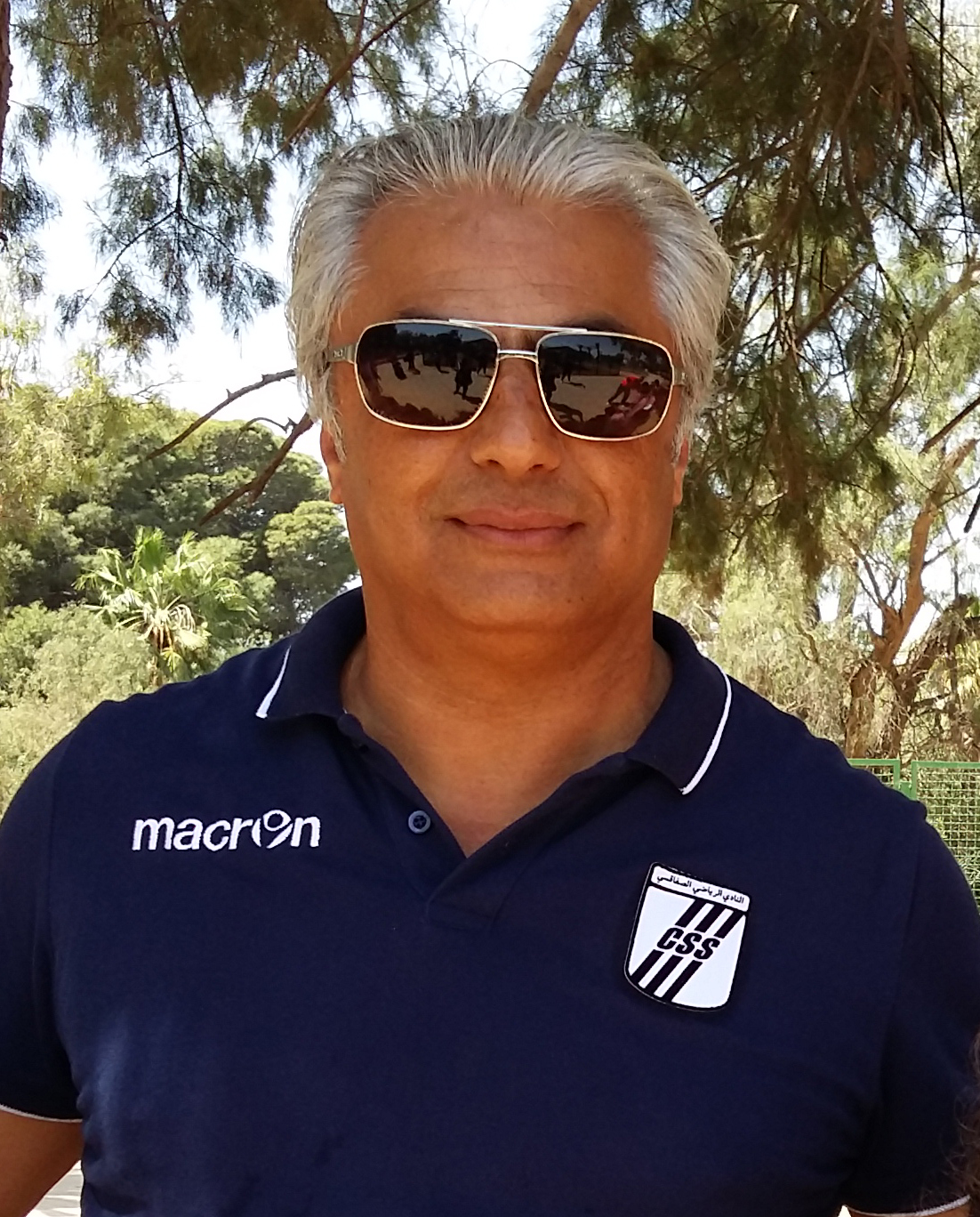
شهاب الليلي
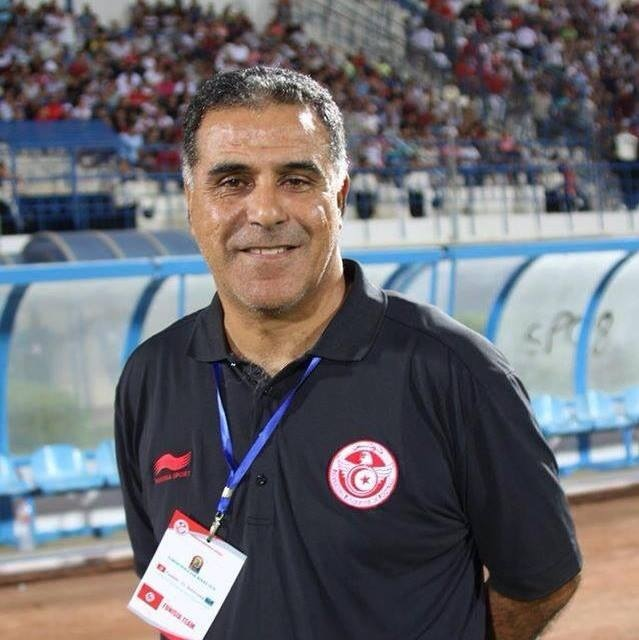
غازي الغرايري
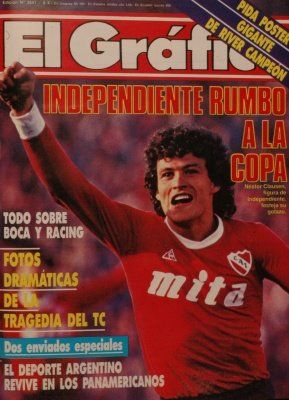
نيستور كلوسن
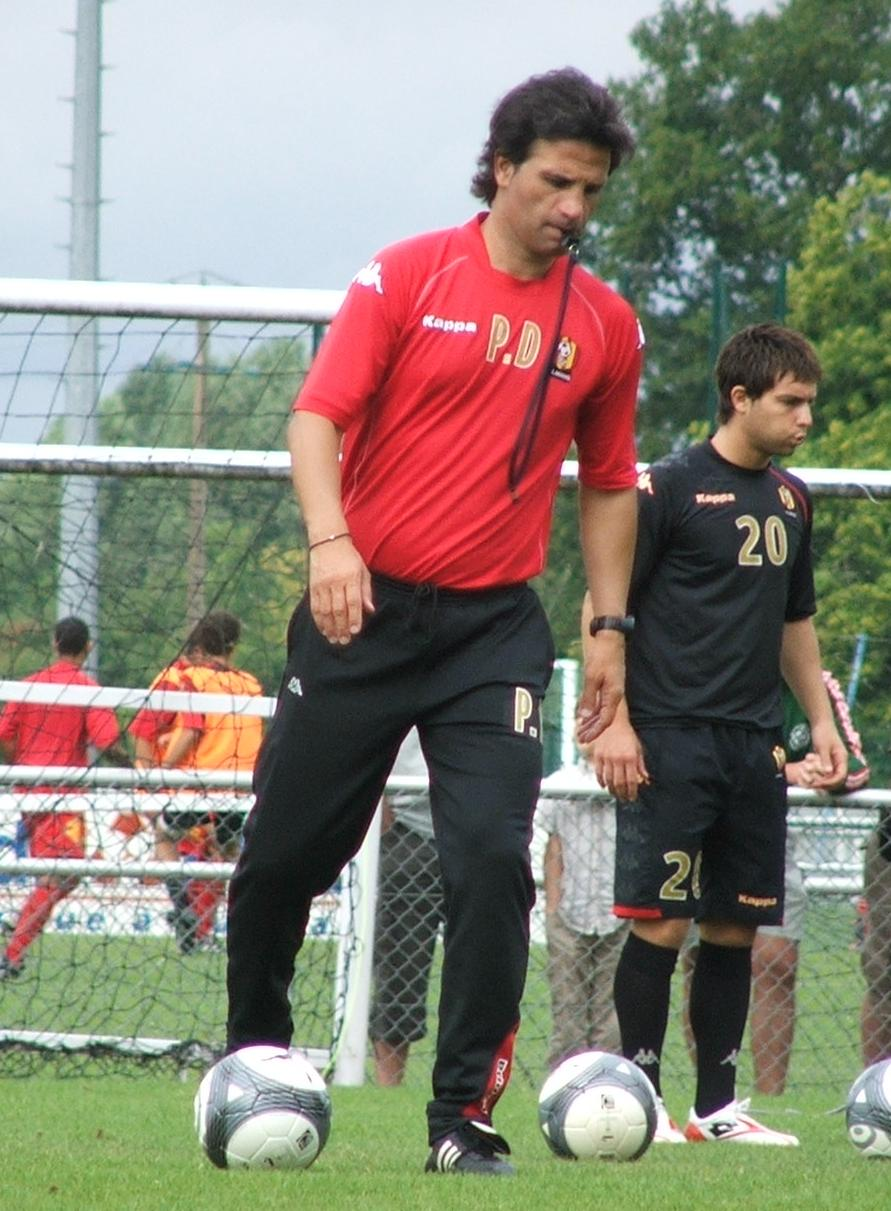
باولو دارتي
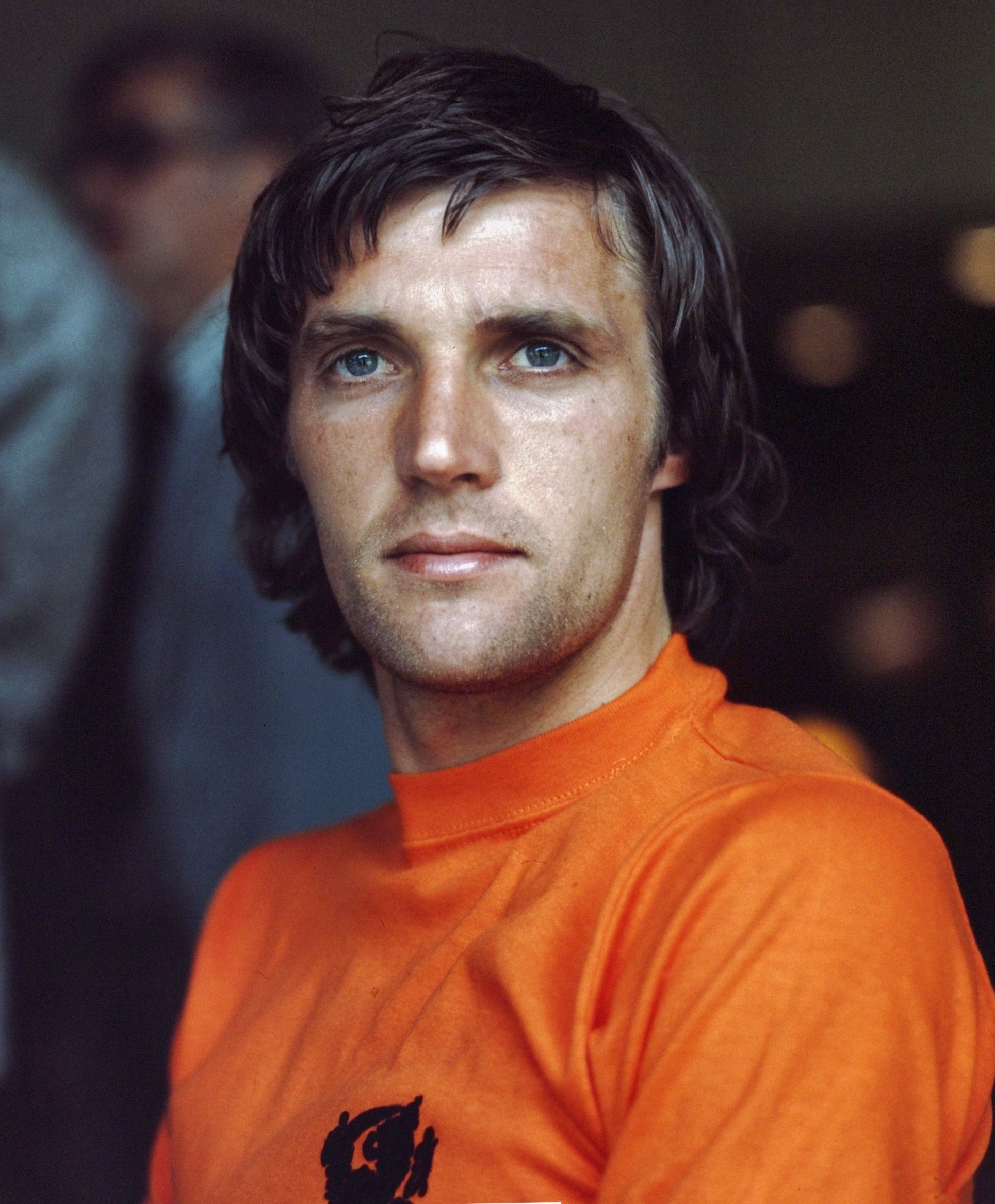
رود كرول
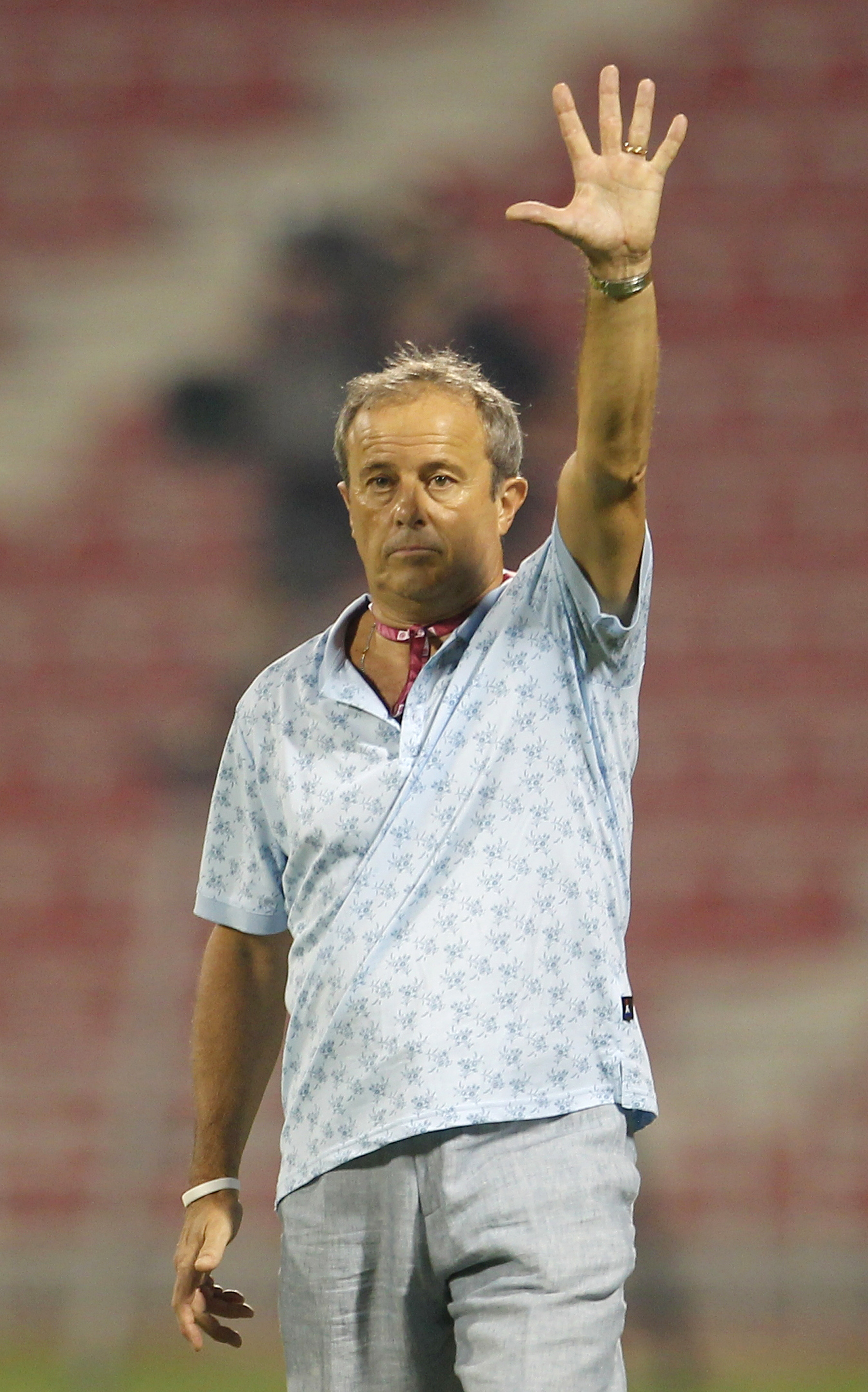
بيار لاشانتي
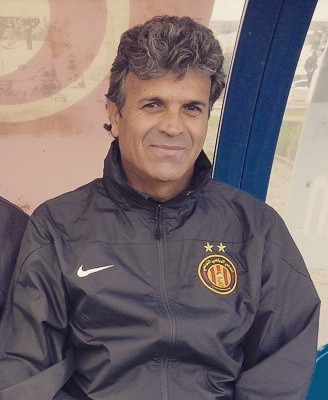
خالد بن يحيى
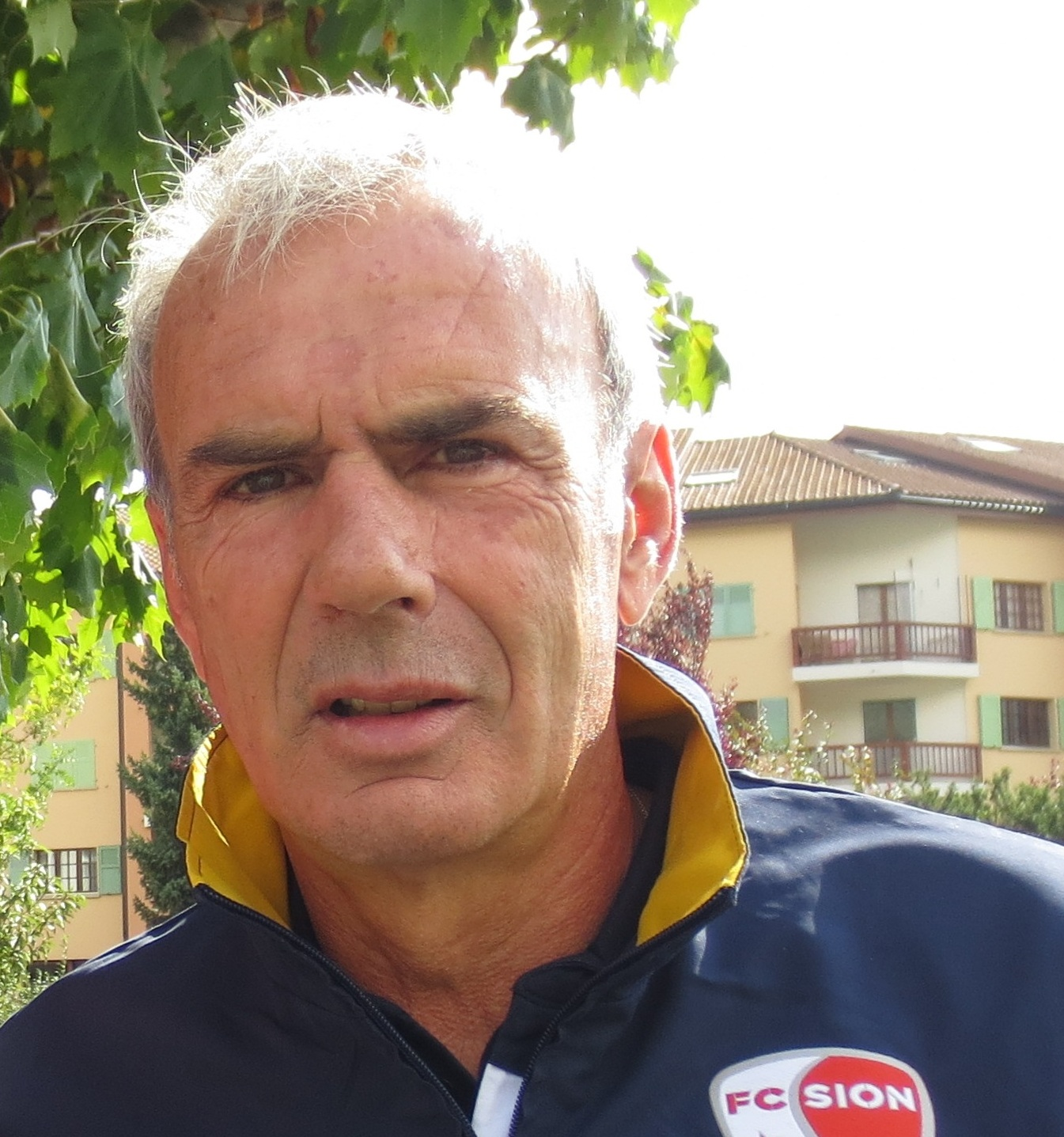
مايكل ديكاستل
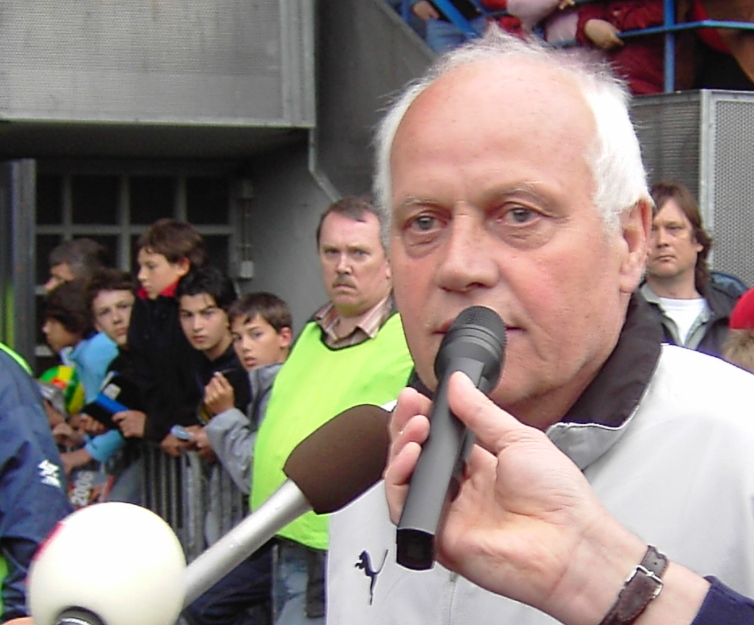
أوتو بفيستر
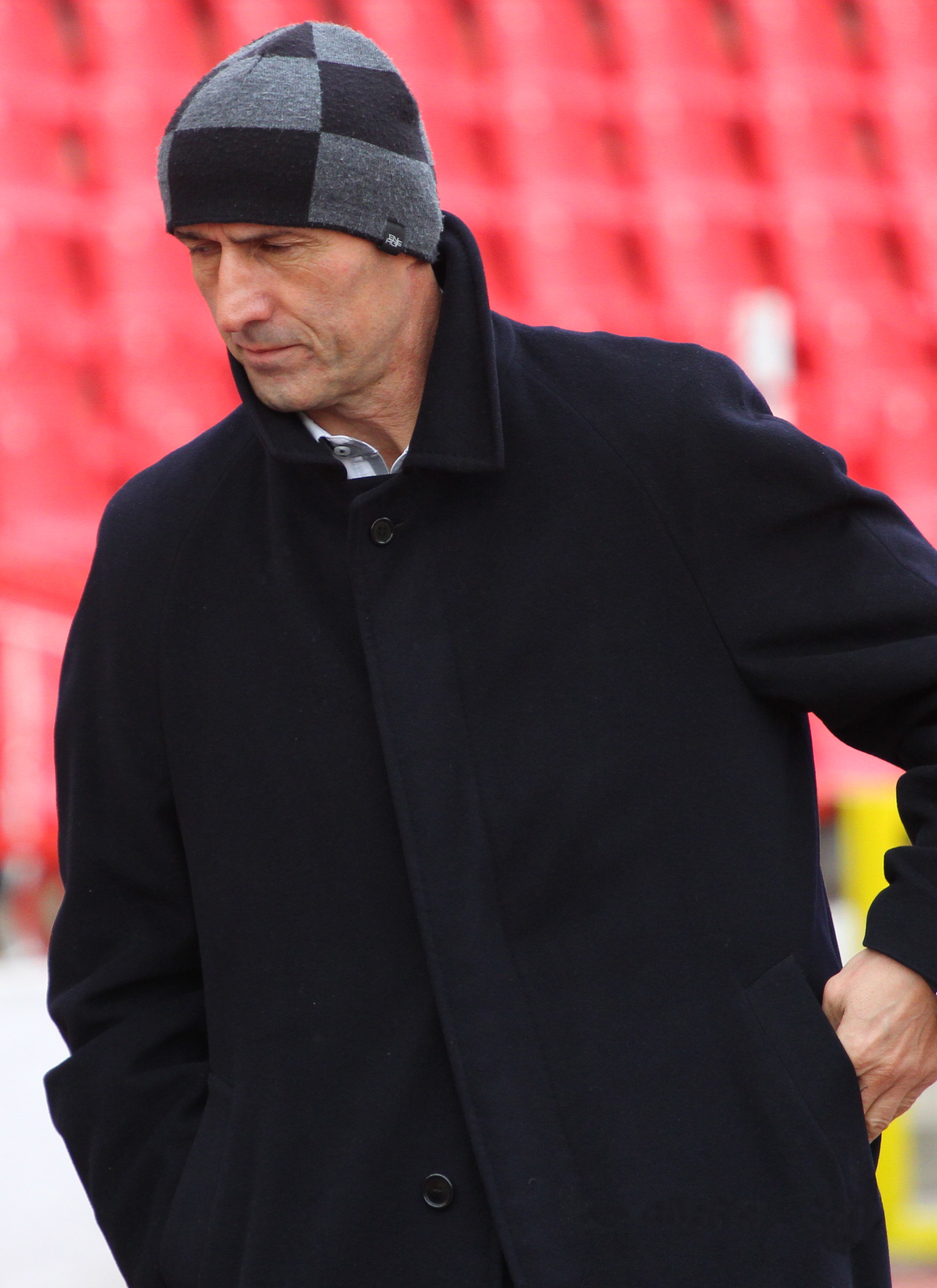
ميودراك جيسيك
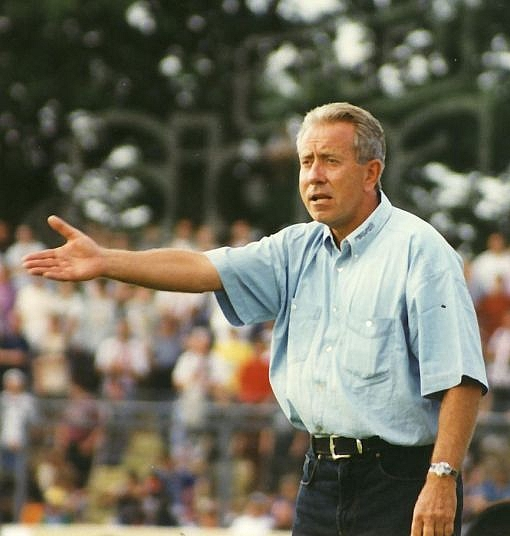
إيكخارد كرودزن
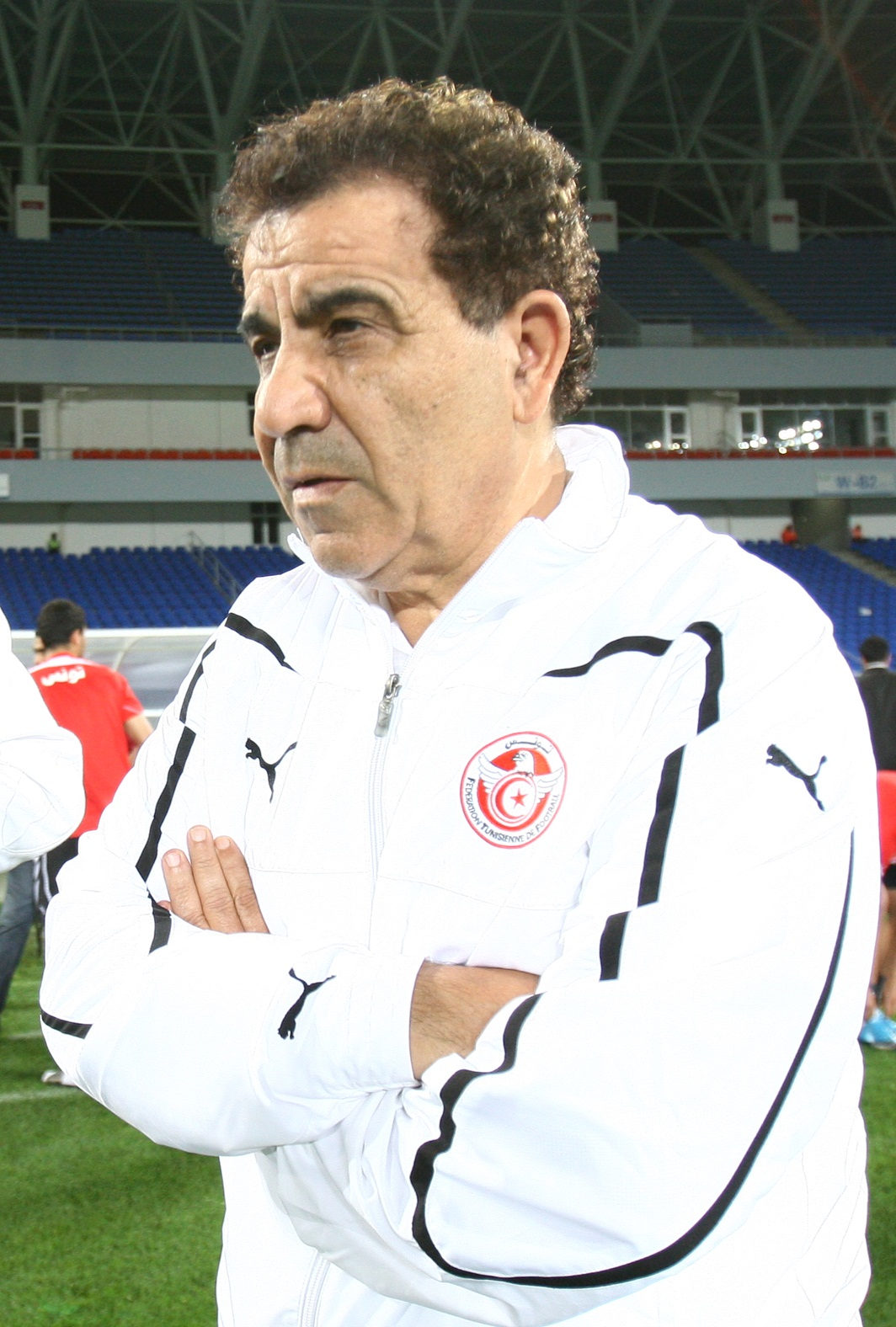
فوزي البنزرتي

| البلد                                   | الإسم                | الفترة    |
| --------------------------------------- | -------------------- | --------- |
| تونس                                    | توفيق بن سلامة       | 1947-1948 |
| فرنسا                                   | كزافييه سكوتو        | 1948-1949 |
| فرنسا                                   | مارك أورسوني         | 1949-1950 |
| فرنسا                                   | ريني إيحنس           | 1950-1951 |
| فرنسا                                   | نويل غالو            | 1953-1954 |
| تونس                                    | حبيب مرزوق           | 1953-1955 |
| تونس                                    | محمد النجار          | 1955-1957 |
| تونس                                    | حبيب الفندري         | 1957-1958 |
| تونس                                    | منجي كساكس           | 1958-1959 |
| الجزائر                                 | مختار عريبي          | 1959-1961 |
| جمهورية يوغوسلافيا الاشتراكية الاتحادية | ميلان كريستيك        | 1961-1966 |
| جمهورية يوغوسلافيا الاشتراكية الاتحادية | أسيموفيك برانيزلاف   | 1966-1968 |
| جمهورية يوغوسلافيا الاشتراكية الاتحادية | جورج جورجوفيك        | 1971-1972 |
| جمهورية يوغوسلافيا الاشتراكية الاتحادية | جيفكو بوباديك        | 1972-1973 |
| تونس                                    | عمار النهالي         | 1973-1974 |
| جمهورية يوغوسلافيا الاشتراكية الاتحادية | رادوجيكا رادروجيكيتش | 1974-1975 |
| تونس                                    | الحبيب الجربي        | 1975-1976 |
| جمهورية يوغوسلافيا الاشتراكية الاتحادية | ميلور بوبوف          | 1976-1978 |
| جمهورية يوغوسلافيا الاشتراكية الاتحادية | رادوجيكا رادروجيكيتش | 1978-1979 |
| تونس                                    | المنجي دلهوم         | 1979-1980 |
| ألمانيا                                 | مايكل بفيفر          | 1980-1981 |
| ألمانيا                                 | بيتر موتشا           | 1981-1982 |
| ألمانيا                                 | مانفريد ستيفز        | 1981-1982 |
| جمهورية يوغوسلافيا الاشتراكية الاتحادية | ميلور بوبوف          | 1982-1984 |

| البلد                                   | الإسم                | الفترة    |
| --------------------------------------- | -------------------- | --------- |
| جمهورية يوغوسلافيا الاشتراكية الاتحادية | جون بيار كناير       | 1984-1985 |
| تونس                                    | أحمد عوانس           | 1985-1986 |
| فرنسا                                   | هارفي ريفيلي         | 1986-1987 |
| بولندا                                  | ريزارد كوليزا        | 1986-1987 |
| تونس                                    | مختار التليلي        | 1987-1988 |
| جمهورية يوغوسلافيا الاشتراكية الاتحادية | جورج جورجوفيك        | 1988-1989 |
| بلغاريا                                 | ستيفان ألادزوف       | 1989-1990 |
| تونس                                    | المنجي دلهوم         | 1990-1992 |
| تونس                                    | عمر الذيب            | 1992-1993 |
| البرازيل                                | جوزي باولو روبيم     | 1993-1995 |
| البرازيل                                | دايفيد فريران        | 1995-1996 |
| ألمانيا                                 | وارنر أولكي          | 1995-1996 |
| البرازيل                                | جوزي باولو روبيم     | 1996-1997 |
| تونس                                    | فوزي البنزرتي        | 1996-1997 |
| ألمانيا                                 | إيكخارد كرودزن       | 1996-1997 |
| البرازيل                                | يوري سيباستيانكو     | 1997-1998 |
| ألمانيا                                 | إيكخارد كرودزن       | 1998-1999 |
| البرازيل                                | جوزي دوترا دو سانتوس | 1999-2000 |
| تونس                                    | خالد بن يحيى         | 1999-2000 |
| صربيا                                   | ميودراك جيسيك        | 2000-2001 |
| تونس                                    | رياض الشرفي          | 2000-2001 |
| صربيا                                   | سيلفستر تاكاك        | 2001-2002 |
| فرنسا                                   | مانويل أموروز        | 2001-2002 |
| ألمانيا                                 | أوتو بفيستر          | 2002-2003 |

| البلد                                   | الإسم             | الفترة    |
| --------------------------------------- | ----------------- | --------- |
| تونس                                    | مراد محجوب        | 2003-2004 |
| سويسرا                                  | مايكل ديكاستل     | 2004-2006 |
| تونس                                    | مراد محجوب        | 2006-2007 |
| سويسرا                                  | مايكل ديكاستل     | 2007-2008 |
| تونس                                    | خالد بن يحيى      | 2007-2008 |
| تونس                                    | غازي الغرايري     | 2008-2009 |
| الجزائر                                 | عزالدين آيت دجودي | 2009-2010 |
| جمهورية يوغوسلافيا الاشتراكية الاتحادية | لوكا بيروزوفيتش   | 2009-2010 |
| فرنسا                                   | بيار ليشانتر      | 2010-2010 |
| تونس                                    | نبيل الكوكي       | 2010-2011 |
| ألمانيا                                 | راينهارد ستانف    | 2011-2012 |
| تونس                                    | نبيل الكوكي       | 2012      |
| هولندا                                  | رود كرول          | 2012-2013 |
| تونس                                    | حمدي الدو         | 2013-2014 |
| فرنسا                                   | فيليب تروسيه      | 2014      |
| تونس                                    | غازي الغرايري     | 2014-2015 |
| البرتغال                                | باولو دارتي       | 2015      |
| تونس                                    | شهاب الليلي       | 2015-2016 |
| تونس                                    | أنيس الجربي       | 2016      |
| الأرجنتين                               | نيستور كلوسن      | 2016-2017 |
| البرتغال                                | جورج كوستا        | 2017      |
| البرتغال                                | جوزي موتا         | 2017      |
| تونس                                    | لسعد الدريدي      | 2017-2018 |
| تونس                                    | غازي الغرايري     | 2018-     |
| هولندا                                  | رود كرول          | 2018-2019 |
| تونس                                    | فتحي جبال         | 2019      |
| الجبل الأسود                            | نيبويشا يوفوفيتش  | 2019      |
| تونس                                    | فتحي جبال         | 2019-2020 |
| تونس                                    | فوزي البنزرتي     | 2020      |
| تونس                                    | أنيس بوجلبان      | 2020-2021 |
| إسبانيا                                 | خوسيه مورثيا      | 2021      |
| تونس                                    | حمدي الدو         | 2021      |
| إيطاليا                                 | جياني سوليناس     | 2021      |
| البرتغال                                | جورج كوستا        | 2022-     |

- شهاب الليلي
- غازي الغرايري
- نيستور كلوسن
- باولو دارتي
- رود كرول
- بيار لاشانتي
- خالد بن يحيى
- مايكل ديكاستل
- أوتو بفيستر
- ميودراك جيسيك
- إيكخارد كرودزن
- فوزي البنزرتي

## السجل الذهبي
منذ تأسيسه تمكن النادي الصفاقسي من الحصول على البطولة التونسية 8 مرات وكأس تونس 4 مرات وكأس الكونفيديرالية الأفريقية 3 مرات ورابطة الأبطال العربية مرتين.
| وطني | جهوي | دولي |
| --- | --- | --- |
| - بطولة تونس لكرة القدم (8) - بطل: 1969، 1971، 1978، 1981، 1983، 1995، 2005، 2013 - وصيف: 1966، 2014 - كأس تونس لكرة القدم (7) - بطل: 1971، 1995، 2004، 2009, 2019 , 2021, 2022 - وصيف: 1977، 1984، 1997، 2000، 2010، 2012، 2014 - كأس السوبر التونسي (0) - وصيف: 1995 - كأس الدوري التونسي (1) - بطل: 2003 - وصيف: 2000 - كأس الهادي شاكر (2) - بطل: 1963, 1966 - وصيف: 1965 | - دوري أبطال العرب (2) - بطل: 2000, 2004 - وصيف: 2005 - كأس شمال إفريقيا للأندية الفائزة بالكؤوس (1) - بطل: 2009 - كأس سوبر شمال أفريقيا - وصيف: 2010 - دورة الربيع العربي (1) - بطل: 2012 | - دوري أبطال أفريقيا (0) - وصيف: 2006 - كأس الاتحاد الكونفدرالي الأفريقي لكرة القدم (3) - بطل: 2007, 2008, 2013 - وصيف: 2010 - كأس السوبر الأفريقي (0) - وصيف: 2007، 2008، 2014 - كأس الاتحاد الإفريقي (1) - بطل: 1998 |

كأس تونس التي توج بها النادي سنوات 2004 و2009
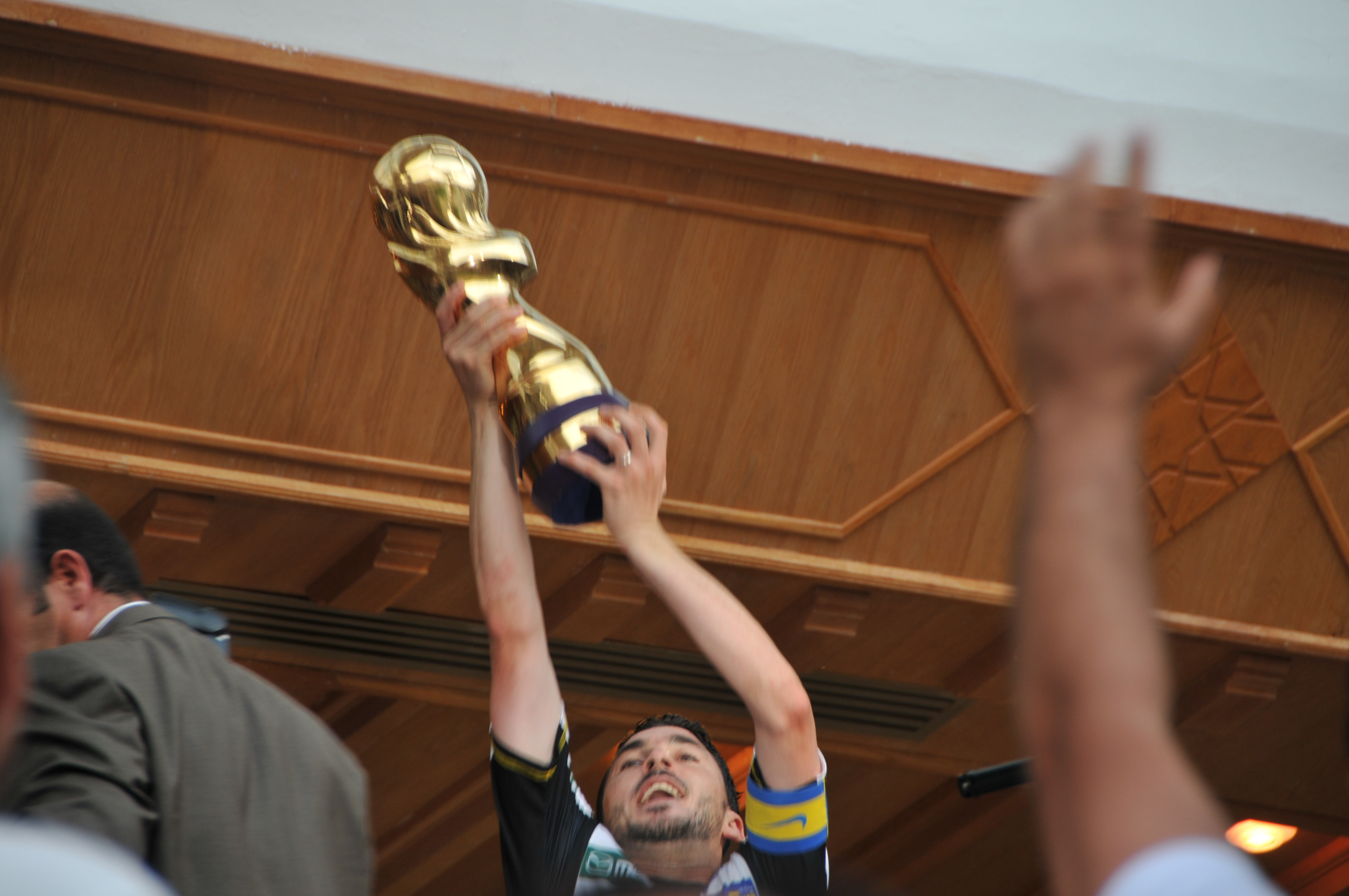
تتويج النادي الرياضي الصفاقسي بكأس تونس سنة 2009.
بطولة تونس التي حصل عليها النادي سنة 2005
بطولة تونس التي حصل عليها النادي سنة 2013

## اللاعبين

### تشكيلة الفريق 2017-2018
المصدر:
| الاسم        | الأهداف  | الموسم    |
| ------------ | -------- | --------- |
| المنجي دلهوم | 15 هدف   | 1963-1964 |
| المنجي دلهوم | 18هدف    | 1965-1966 |
| هيكل قمامدية | 10 أهداف | 2003-2004 |
| هيكل قمامدية | 12 هدف   | 2004-2005 |
| طارق الزيادي | 13 هدف   | 2006-2007 |
| علي معلول    | 16 هدف   | 2015-2016 |

### اللاعبين الدوليين
تاريخيا، استضاف النادي الرياضي الصفاقسي بعض من أفضل لاعبي كرة القدم في تاريخ كرة القدم التونسية، ووضعه ضمن الفرق التي قدمت أكثر اللاعبين للمنتخب الوطني. وقد شاركوا في جميع المسابقات الدولية، بما في ذلك كأس العالم، وكأس الأمم الأفريقية، وبطولة الأمم الأفريقية، ودورة ألعاب البحر الأبيض المتوسط، والألعاب الأولمبية. فاز بعضهم بكأس الأمم الأفريقية في عام 2004 وبطولة الأمم الأفريقية في عام 2011. وفاز آخرون بـكأس الأمم العربية لكرة القدم (1963)، وكأس فلسطين (1974) أو الميدالية الذهبية لدورة البحر الأبيض المتوسط لعام 2001. أما المدرب الوطني سامي الطرابلسي فهو الأكثر اختيارا بينهم (77) يليه حاتم الطرابلسي (61).
| المركز | اللاعب                    | التتويجات | المركز | اللاعب               | التتويجات | المركز | اللاعب              | التتويجات | المركز | اللاعب         | التتويجات |
| ------ | ------------------------- | --------- | ------ | -------------------- | --------- | ------ | ------------------- | --------- | ------ | -------------- | --------- |
| حارس   | الناصر البدوي             |           | دفاع   | منصف المليتي         |           | وسط    | علي قراجا           |           | هجوم   | عليا ساسي      |           |
| حارس   | خالد فاضل                 |           | دفاع   | سامي الطرابلسي       |           | وسط    | سفين فقيه           |           | هجوم   | محمد علي عقيد  |           |
| حارس   | عبد الوهاب عبد الله       |           | دفاع   | حاتم الطرابلسي       |           | وسط    | حمادي العقربي       |           | هجوم   | المنجي دلهوم   |           |
| حارس   | التوهامي بن سيدي المرعاوي |           | دفاع   | الحبيب التونسي       |           | وسط    | محمد السوداني       |           | هجوم   | عباس عباس      |           |
| حارس   | رامي الجريدي              |           | دفاع   | عصام المدراسي        |           | وسط    | إسكندر السويح       |           | هجوم   | عماد بن يونس   |           |
| حارس   | الصادق شبشوب              |           | دفاع   | أمير الحاج مسعود     |           | وسط    | أحمد الحامي         |           | هجوم   | هيكل غمامدية   |           |
| حارس   | محمد الهادي قعلول         |           | دفاع   | وسام العابدي         |           | وسط    | أنيس بو جلبان       |           | هجوم   | حمزة يونس      |           |
|        |                           |           | دفاع   | مختار ذويب           |           | وسط    | عبد الوهاب بن غازي  |           | هجوم   | سلامة القصداوي |           |
| دفاع   | رضا اللجمي                |           | وسط    | هيثم مرابط           |           | هجوم   | منصف القايد         |           |        |                |           |
| دفاع   | محمود بن صالح             |           | وسط    | عبد الكريم النفطي    |           | هجوم   | مراد رنان           |           |        |                |           |
| دفاع   | فتاح الغربي               |           | وسط    | ماهر حداد            |           | هجوم   | بدر الدين الهنشيري  |           |        |                |           |
| دفاع   | عماد شقرون                |           | وسط    | هادي الهمامي         |           | هجوم   | سفيان ساسي          |           |        |                |           |
| دفاع   | الهادي الأجدل             |           | وسط    | شاكر البرقاوي        |           | هجوم   | فؤاد درقة           |           |        |                |           |
| دفاع   | صلاح الدين العيادي        |           | وسط    | عبد الوهاب الطرابلسي |           | هجوم   | محمد صالح مفتاح     |           |        |                |           |
| دفاع   | رمزي توجاني               |           | وسط    | شكري الطرابلسي       |           | هجوم   | عبد الرزاق السوداني |           |        |                |           |
| دفاع   | عبد الكريم غربال          |           | وسط    | رشيد بو عزيز         |           | هجوم   | فخر الدين بن يوسف   |           |        |                |           |
| دفاع   | مبروك الحوش               |           | وسط    | ماهر حناشي           |           | هجوم   | طه ياسين الخنيسي    |           |        |                |           |
| دفاع   | علي معلول                 |           | وسط    | فرجاني ساسي          |           | هجوم   | فراس شواط           |           |        |                |           |
| دفاع   | حمزة المثلوثي             |           | وسط    | محمد علي منصر        |           |        |                     |           |        |                |           |
| دفاع   | ياسين مرياح               |           | وسط    | كريم عواضي           |           |        |                     |           |        |                |           |
| دفاع   | هاني عمامو                |           | وسط    | أسامة العمدوني       |           |        |                     |           |        |                |           |

| : اللاعبين الفائزين بكأس الأمم الأفريقية بألوان النادي        |
| : اللاعبين النهائي بكأس الأمم الأفريقية بألوان النادي         |
| : اللاعبين الفائزين ببطولة أمم إفريقيا للمحليين بألوان النادي |

### أبرز اللاعبين القدامى

#### حراس المرمى
- التهامي المرعوي
- عامر اللجمي
- البشير الحجري
- المنصف قريش
- الناصر حريز
- علي السماوي
- عبد الكريم بن سالم
- علي بوليلة
- سالم ملاك
- عبد الواحد بن عبد الله
- الصحبي الرباعي
- هشام الجزيري
- شفيق الدريدي
- سفيان خبير
- علي القلعي
- الناصر البدوي
- وليد بن حسين
- خالد فاضل
- أحمد الجواشي
- حسان البجاوي
- لطفي السعيدي
- عبد الرؤوف الراطولي
- جاسم الخلوفي
- حمدي القصراوي
- رامي الجريدي

#### مدافعون
- إلياس بن صالح
- محمد رؤوف النجار
- عبد اللطيف مفتاح
- حافظ الطرابلسي
- عماد شقرون
- سامي الدو
- الحبيب التونسي
- الهادي لجدل
- عبد الله الحجري
- المختار ذويب
- سامي الطرابلسي
- كريم غربال
- حاتم الطرابلسي
- رمزي التوجاني
- نزار الطرابلسي
- مامادو طال
- وسام العابدي
- عماد قطاطة
- كريم بن عمر
- عصام المرداسي
- أيمن بن عمر
- أمير الحاج مسعود
- هاشم عباس
- ربيع الورغمي
- حمدي رويد
- فاتح الغربي
- أمين عباس
- مامان يوسوفو
- بسام البولعابي

#### وسط ميدان
- علي قراجة
- عادل الوذرفي
- عبدول نداي
- إلياس السماعلي
- البشير بن أحمد
- عبد القادر دربال
- المنجي عبد المولى
- رضا اللجمي
- عبد الرزاق السوداني
- عبد الوهاب بن غازي
- رشيد بوعزيز
- كريم دلهوم
- المنجي دلهوم
- حمادي العقربي
- حافظ بن صالح
- أحمد الحامي
- اسكندر السويح
- سفيان الفقي
- طارق التايب
- بابا ماليك با
- طارق سالم
- ابراهيما با
- حسين جابر
- ليفيو برييتو
- أنيس بوجلبان
- فرج البنوني
- لطفي بلحاج
- أوسماعيلا با
- عبد الكريم النفطي
- رضوان الجوهري
- ابراهيما توري
- كمال زعيم
- هيثم المرابط
- صوما نابي
- شادي الهمامي
- ماهر الحداد
- شاكر البرقاوي
- معز علولو
- التوفيق الصالحي
- الفرجاني ساسي
- ابراهيما ديدييه ندونق

#### مهاجمون

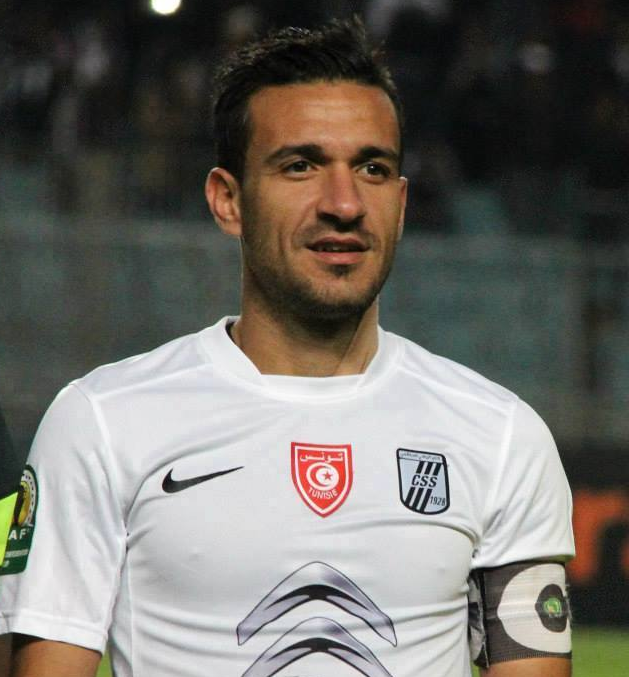
علي معلول
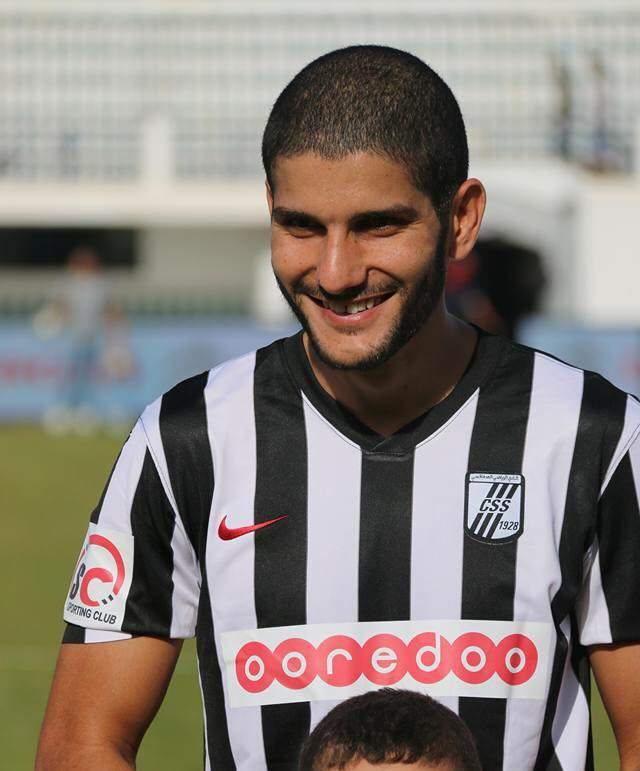
مصعب ساسي
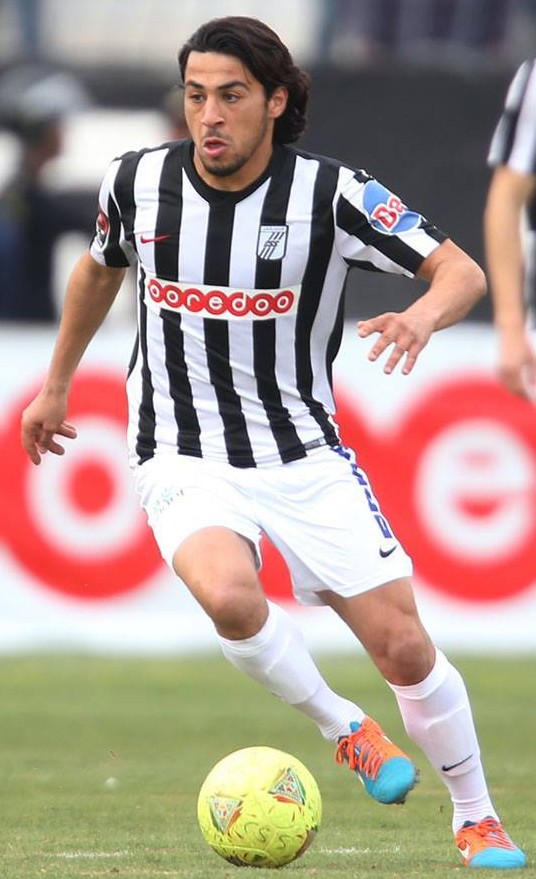
زياد الزيادي
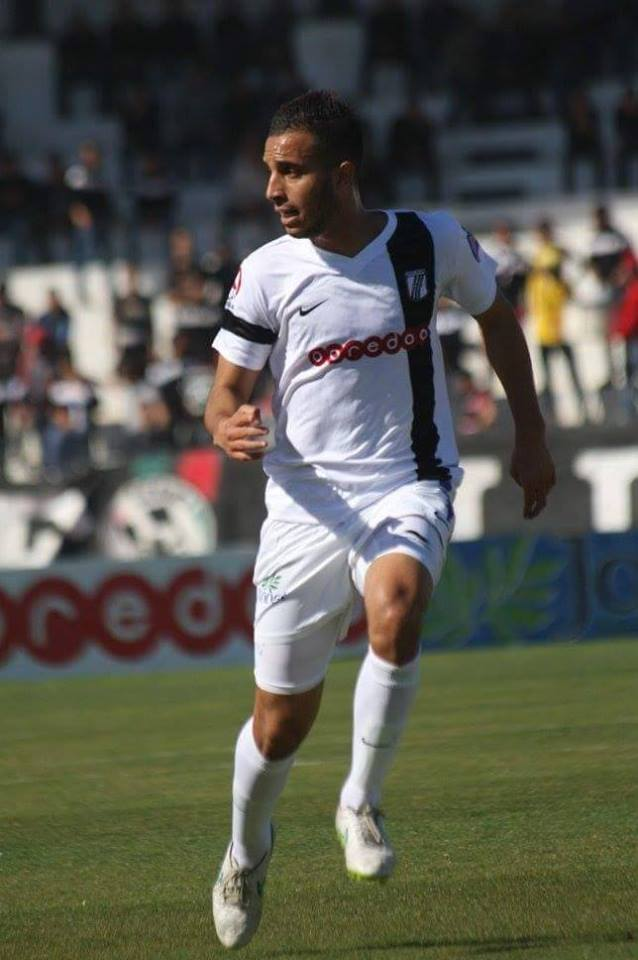
محمد علي منصر
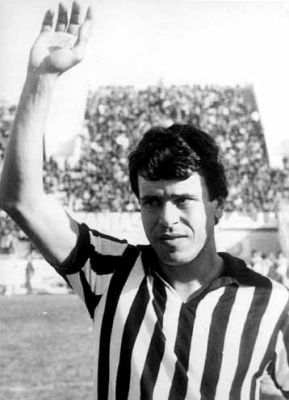
حمادي العقربي

- مراد جهمون
- علية ساسي
- سفيان ساسي
- فرج بن جديدية
- شكري الطرابلسي
- محمد صالح مفتاح
- مراد الرنان
- عمر بن طاهر
- محمد الطرهوني
- جون بنزا
- لطفي الصنهاجي
- عباس عباس
- زبير السافي
- أشرف بن جديدية
- محمد علي عقيد
- عماد بن يونس
- عز الدين شقرون
- عماد المهذبي
- تينبما نداي
- عبد الحق أيت العريف
- طارق الزيادي
- بليز ليلو مبيلي
- جوتيكس أساواه فريمبونق
- أجيمنق أوبوكو
- لويس غوميز
- بليز كواسي
- عادل مفتاح
- خالد مفتاح
- مروان المغري
- أكاراندوت أوروك
- دومينيك دا سيلفا
- حمزة يونس
- أوشي أغبا
- هيكل قمامدية
- سلامة القصداوي
- فخر الدين بن يوسف
- طه ياسين الخنيسي
- ابراهيم البحري

- علي معلول
- مصعب ساسي
- زياد الزيادي
- محمد علي منصر
- حمادي العقربي

## الرموز والهوية

### الشعار

الشعار الرسمي للنادي و الذي لم يتغير منذ 1962
الشعار الذي يستعمل في الصحافة و الحملات الإعلانية منذ سنة 2000
شعار غير رسمي للنادي أطلق سنة 2008 إحتفالا بمرور ثمانين سنة على نشأته

### القمصان
تأسس الفريق في عام 1928 باعتباره النادي التونسي. حتى عام 1962، يلعب النادي مع الألوان الحمراء والخضراء. بعد تغيير اسمه في عام 1962، غير ألوان قميصه عن طريق اختيار الأسود والأبيض. فكرة الألوان الجديدة تأتي من ميلان كريستيتش، مدرب النادي بين 1961 و1966. وقد قامت شركة الغزل والنسيج الإيطالية كابا، التي حلت محلها في عام 2009 شركة «ألبورت» الألمانية ثم شركة «نايك» منذ عام 2012. وفي تاريخها، قام النادي الرياضي الصفاقسي بلبس عدة إصدارات من قميصه. وتصبح شركة الاتصالات أورانج تونس، من الموسم الرياضي 2010-2011، الراعي الرسمي للقميص في المسابقات الوطنية والأفريقية.
| 1928-1962 | منذ 1962 |

## منشآت النادي

### ملعب الطيب المهيري
ملعب الطيب المهيري أو الملعب البلدي بصفاقس هو ملعب متعدد الاستخدامات يقع في مدينة صفاقس بالجمهورية التونسية. تمّ إنشاء هذا الملعب سنة 1934. ولكن لم يقع تدشينه إلاّ يوم 17 جانفي 1937 وهو يعتبر أقدم ملعب في تونس. حضر في حفل تدشينه 3 آلاف مترّج، وقد شاركت في هذا الحفل فرقٌ لكرة الطائرة والرقبي وكرة القدم من صفاقس وتونس العاصمة ومنزل بورقيبة. وقد تمّت تسمية هذا الملعب في سنة 1938 هنري كودرك تكريما لصاحب هذا الاسم الّذي كان مستشارا بلديّا سنة 1924، ونائبا لرئيس المجلس بعد ذلك، ولم يتغيّر هذا الاسم إلاّ بعد الاستقلال

### المجمع الرياضي طريق الرائد البجاوي
المجمع الرياضي طريق المطار هو المبنا التاريخي للنادي. تأسس في 30 نوفمبر 1985 من قبل عبد العزيز بن عبد الله، وهي قريبة من المدن الأكثر شعبية في صفاقس. وبفضل موقعها الاستراتيجي، يمثل المجمع من تحقيق منجم حقيقي من المواهب للفريق. وهو يتألف من بناء سكني مكون من طابقين مع غرف للناديين الشباب، إدارة، مطعم، مطبخ وأربعة ملاعب لكرة القدم. في عام 2011، خضع المجمع لأعمال التجديد لتحسين البيئة لاستقبال اللاعبين في النزل وتحسين ظروف التدريب للشباب.

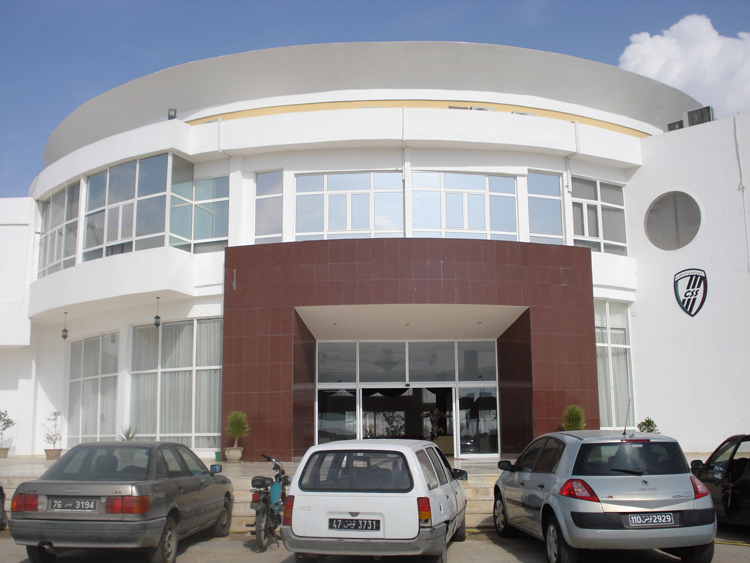
مدخل مجمع النادي
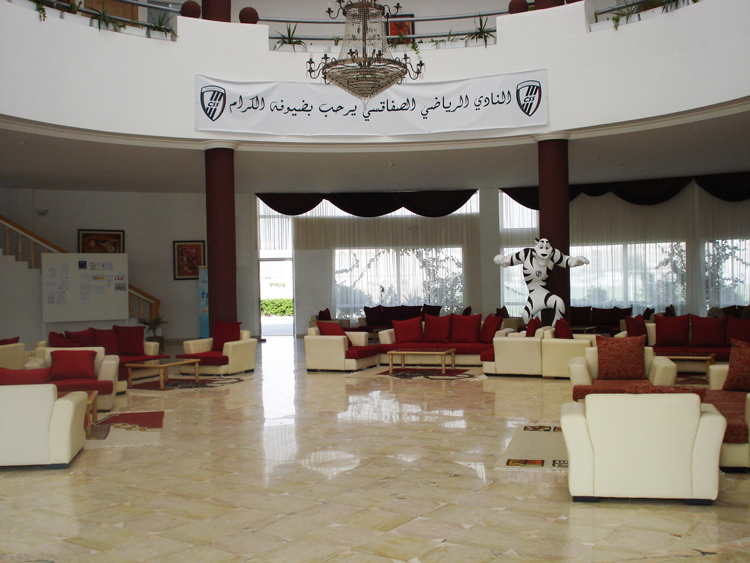
قاعة إستقبال مجمع النادي
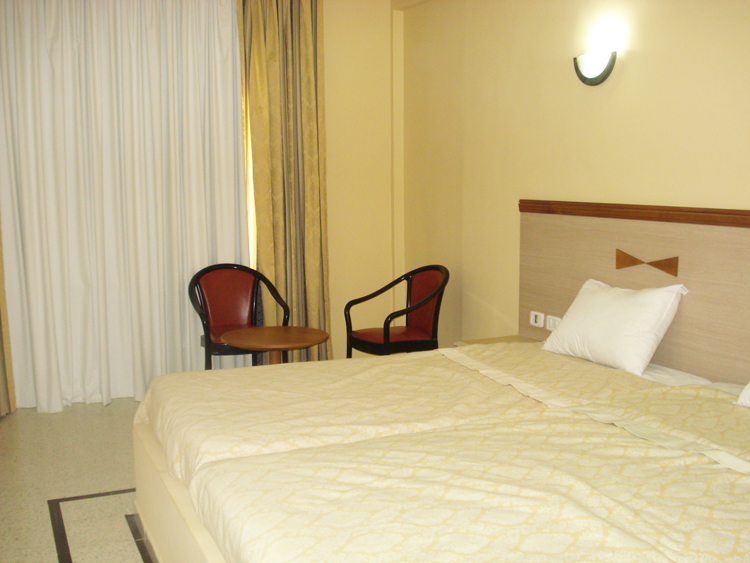
غرفة إحدى اللاعبين
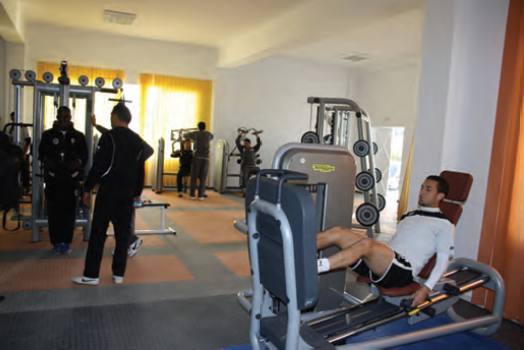
غرفة تقوية العضلات في المجمع الخاص بالنادي
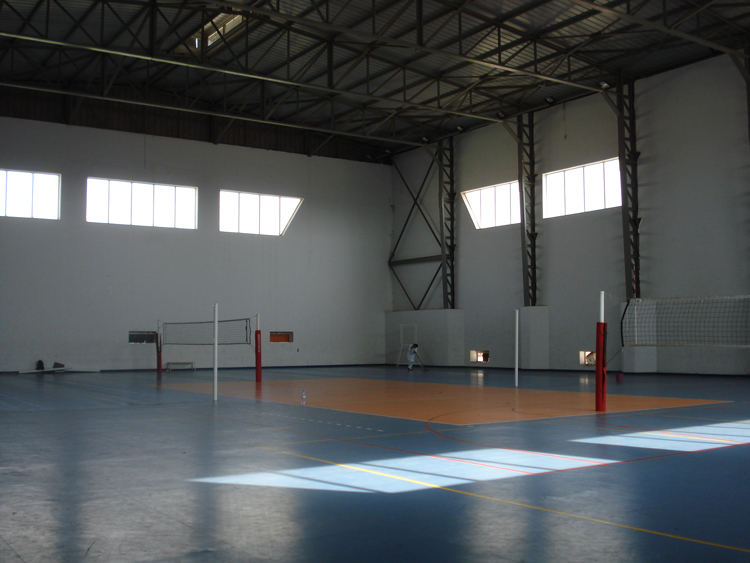
القاعة المغطاة
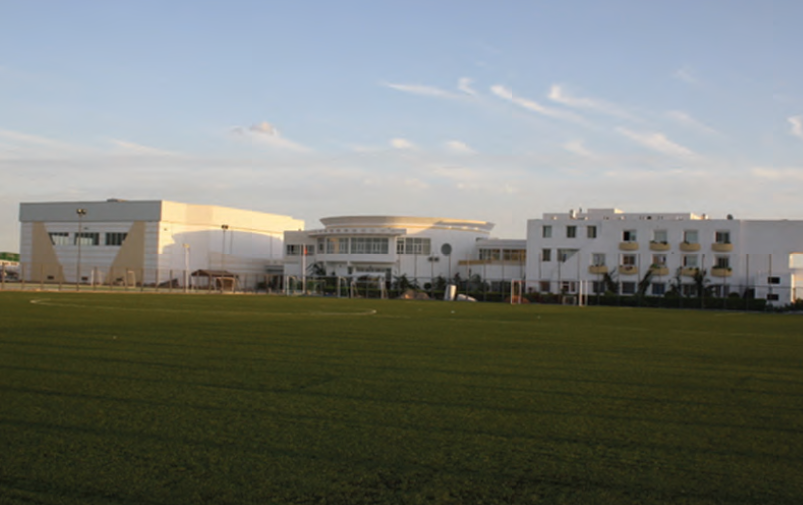
ملعب التدريب

## تدريب الشباب

### مدرسة كرة القدم
في الوقت الحاضر، مدرسة النادي الرياضي الصفاقسي هي واحدة من أرقى المدارس لـكرة القدم في تونس. في الواقع، منذ تأسيسه، أعطى النادي أهمية كبيرة لتدريب الشباب، مما يفسر وجود كبير من صفاقس الشباب في مختلف فئات الاختيار الوطني التونسي.
وقد اتبعت المدرسة سياستين رئيسيتين: الأولى، تأسيس مؤسسة النادي حتى الثمانينات، تقوم أساسا على تدريب الشباب في المنطقة؛ والثانية، التي أقيمت بعد بناء مجمع الرياض الدولي للطريق، تقوم على تجنيد الشباب من جميع مناطق البلاد. ولتقليل نفقات توظيف اللاعبين، يسعى مركز التدريب إلى تدريب اللاعبين في العديد من المناصب. بفضل إستراتيجية تجديد فريق كبار، 18 لاعبا المدربين في مدرسة كرة القدم هم في فرقة من هذه الفئة.
ويتولى مدير فني متخصص إدارة المدرسة: ويتألف من مدير تقني ومدربين اثنين، واثنين من مدربي الحراس، وتسعة مدربين لكرة القدم. خلال تاريخها، كان شباب مركز التدريب التابع للنادي الرياضي الصفاقسي حاضرين دائما على منصات التتويج. وفاز الفريق المتفائل في البطولة التونسية تحت 23 سنة 2010 و2011.
على الصعيد الوطني، ومدرسة دربت العديد من اللاعبين الذين يلعبون في عدة فرق في الدوري الفرنسي 1 و 2: الشباب والرياضة القيروان، وقابس، الملعب التونسي والبنزرتي نادي رياضي. وعلى الصعيد الدولي، يتمتع مركز التدريب بسمعة طيبة بفضل هؤلاء اللاعبين الذين يلعبون في الفرق الأوروبية والأفريقية الكبرى. العديد من اللاعبين غادر مركز التدريب ملحوظ كرة القدم التونسية التي حمادي العقربي مختار ذويب، محمد علي عقيد، إسكندر السويح وحاتم الطرابلسي وهيكل قمامدية.

### أكاديمية كرة القدم
ومن أجل تنويع مواردها المالية واكتشاف المواهب الشابة، أسس النادي الرياضي الصفاقسي في عام 2005 أكاديمية لكرة القدم للأطفال الذين تتراوح أعمارهم بين سبعة واثني عشر. وهناك أربعة مراكز تدريب في منطقة صفاقس (المطار، 2 مارس، ساقية الزيت، شارع رائد البجاوي)، يرأس كل منها موظفون فنيون وإداريون مستقلون. ويبلغ عدد الأطفال المنتمين إلى الأكاديمية 450 عضوا. كل عام، مجموعة مختارة من اللاعبين من الأكاديمية تشارك في بطولة تريمبلاي أون فرانس التي تجمع بين الفرق الأوروبية الكبرى.

## أنصار الفريق
كما يتبع النادي الرياضي الصفاقسي مثال الأندية الأوروبية الكبرى من خلال وجود ست مجموعات من المؤيدين المتطرفين - مقاتلي بلاك آند وايت، ورايجيد بويز، وألتراس سفاكسيان، وألتراس ليوني - الذي ولد لأول مرة في 2003. هذه المجموعات تعتني بالأزياء التي صنعت في مدخل اللاعبين وهي مسؤولة عن دعمها طوال المباراة.
| الإسم                | الإختصار | النشأة |
| -------------------- | -------- | ------ |
| بلاك آند وايت فايترز | B&WF'03  | 2003   |
| رايجيد بويز          | RB'07    | 2007   |
| ألتراس سفاكسيان      | US'07    | 2007   |
| ألتراس ليوني         | UL'07    | 2007   |

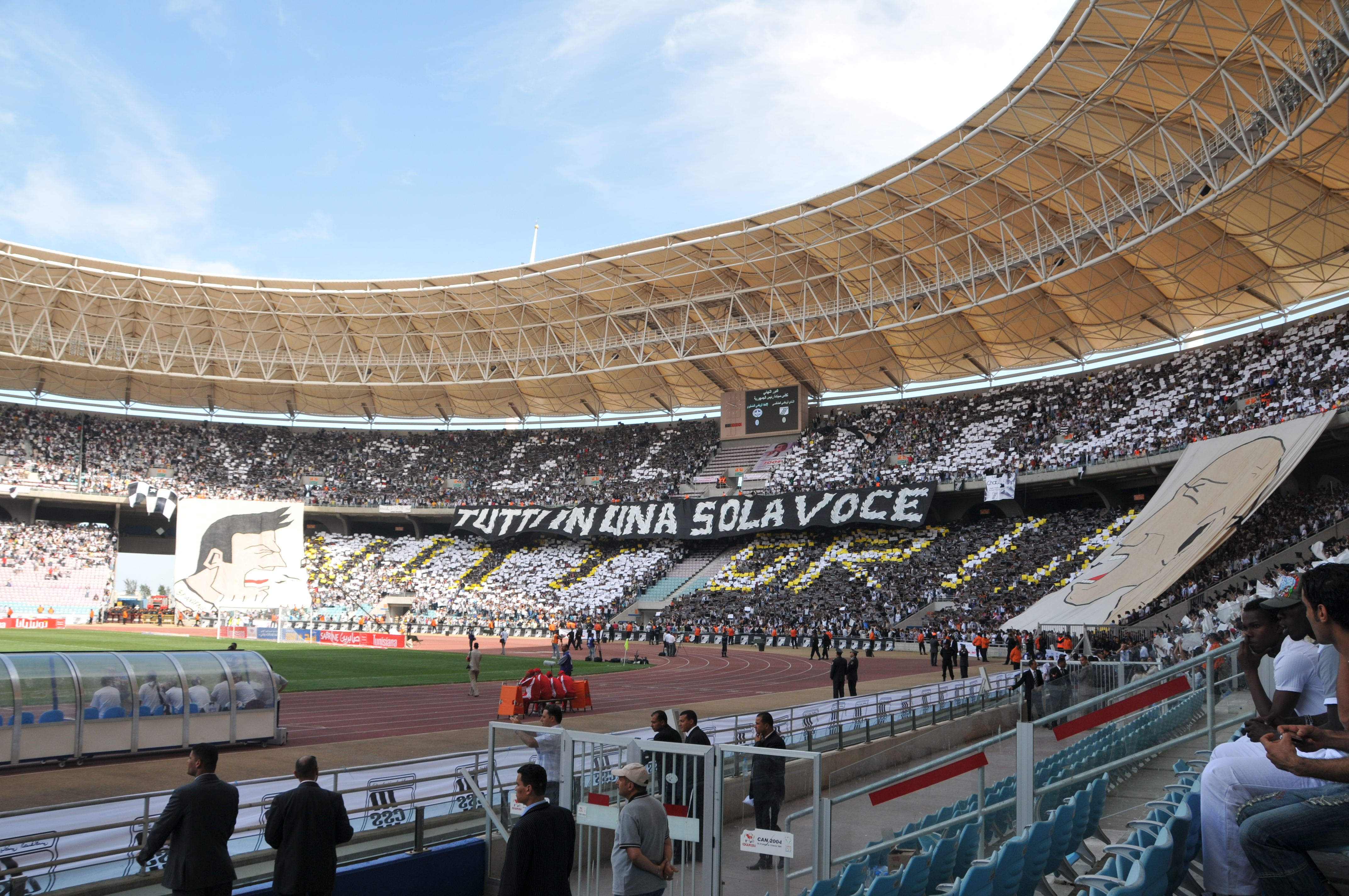
مشجعو النادي الرياضي الصفاقسي بالملعب الأولمبي برادس أثناء المباراة النهائية لكأس تونس لكرة القدم 2009 يوم 24 ماي 2009
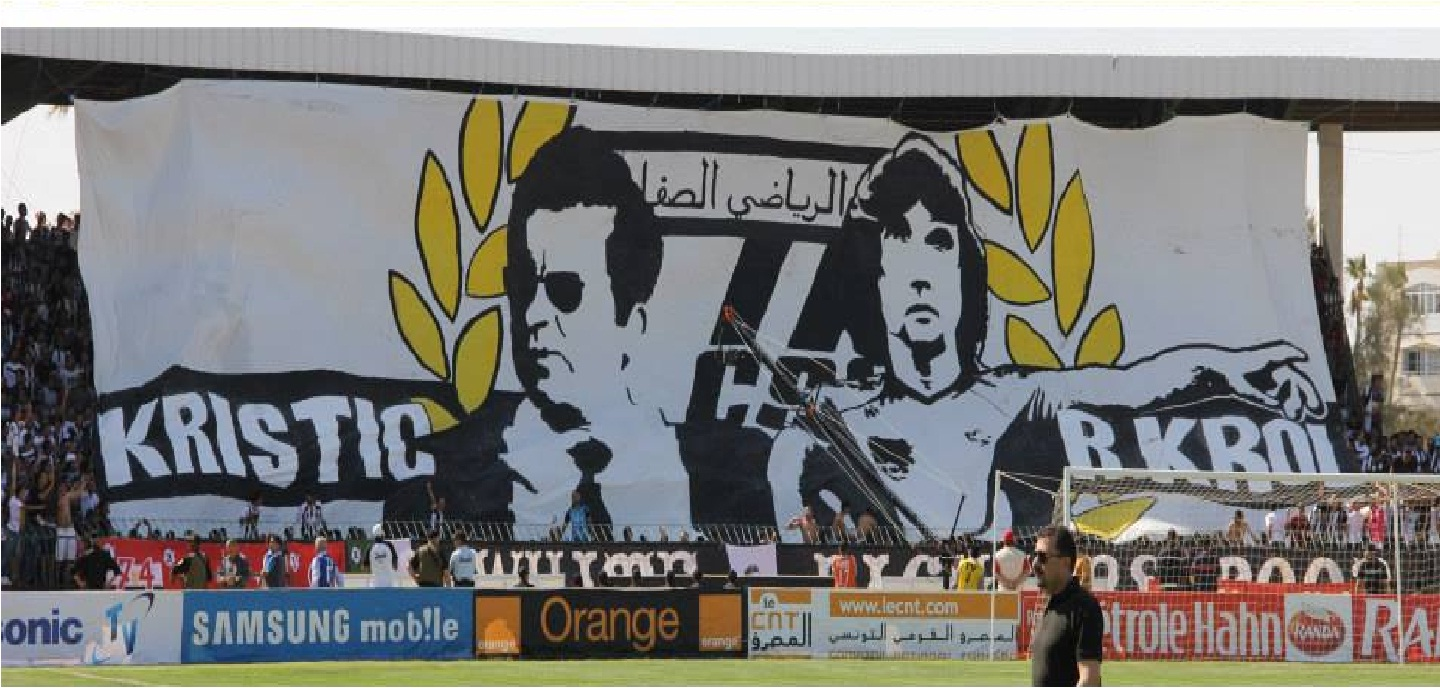
إحدى دخلات الجماهير

### السوسيوس
المصدر:
وأطلقت الـsocios رسميا 28 مايو 2008 بمناسبة الذكرى 80 من أجل إشراك أنصار من خلال بناء الثقة مع المكتب الرئيسي، وتسهيل الاتصال مع أنصار النادي وتطوير رأس المال المالي، وتطوير التسويق للاشتراكات للأعضاء، والمشاركة في تطوير مختلف جوانب رعاية كس، والإشراف ودعم وتشجيع الشباب من مركز التدريب كس وتنظيم مختلف الأحداث حول كس. بعد اجتماع الجمعية العامة غير العادية الذي عقد في مطلع عام 2011 والمقصود للموافقة على القوانين الجديدة، تصبح شبكة «المجتمع الاجتماعي» هيكلا معترفا به في نادي صفاقس الرياضي.
عدد الأعضاء في شبكة "socios" يضمن استقرار الدخل الشهري حصرا لتحقيق بعض المشاريع مثل غرف المعدات الوزن والعلاج الطبيعي ومكتبة الفيديو رائد شركة معقدة وأساس متجر نادي سفاكسين الرياضي.

## التسويق والشراكة
هذه قائمة لرعاة النادي
| رعاة مميزون  | رعاة رسميون  | رعاة بلاتنيون |
| ------------ | ------------ | ------------- |
| إتصالات تونس | سيتروين      | ماكرون        |
| إتصالات تونس | أسد للبطريات | ماكرون        |
| إتصالات تونس | رندة         | ماكرون        |
| إتصالات تونس | مازدا        | جنات          |
| إتصالات تونس | لونوفو       | جنات          |
| إتصالات تونس | رونو         | جنات          |

### النادي التوأمة
- يوفنتوس

## وصلات خارجية
- الموقع الرسمي للنادي